# Нотр-Дам-де-Лорет
Церковь Девы Марии Лоретанской в Париже, Нотр-Дам-де-Лорет (фр. L’église Notre-Dame-de-Lorette de Paris — Церковь Девы Марии Лоретанской в Париже) — католическая церковь в IX округе Парижа. Занимает небольшой прямоугольный квартал, образованный четырьмя улицами: Шатодэн, Бурдалу, Сен-Лазар и Флешье. Фасад церкви венчает собой перспективу улицы Лаффит. По имени церкви названа находящаяся рядом станция метро Нотр-Дам-де-Лорет.

## История
В 20-х годах XIX века территория современного IX округа Парижа интенсивно развивался, здесь строили новые здания, увеличивалось количество жителей. Поскольку в квартале не было ни одной церкви (соседняя Сент-Трините будет построена только в 1867 году), в 1823 году был объявлен конкурс на строительство церкви, посвящённой Деве Марии Лоретанской (Лорето — город в Италии, центр паломничества. По преданию, там находится дом Девы Марии, перевезённый из Назарета). Конкурс выиграл архитектор Луи-Ипполит Леба, предложивший проект церкви в стиле неоклассицизма. Поскольку церковь тематически связана с Италией, по замыслу архитектора в её облике должны были присутствовать черты классической итальянской архитектуры, а отдельные архитектурные решения подражают римской базилике Санта-Мария-Маджоре.
Церковь строили в период с 1823 по 1836 год. Поскольку отдельной задачей архитектора было замкнуть перспективу улицы Лаффит, фасад с портиком получились несоразмерными основному объёму здания. После того, как в 1919 году на вершине Монмартра было закончено строительство огромной базилики Сакре-Кёр, она полностью изменила эту перспективу и Нотр-Дам-де-Лорет потерялась на её фоне.

## Архитектура
Церковь имеет форму классической базилики, без поперечного трансепта, в подражание ранним базиликам Рима. Фасад церкви состоит из большого четырёхколонного портика и треугольного фронтона. Под фронтоном надпись на латыни «Sanctae Mariae Virgini Lauretanae» (Святая Дева Мария Лоретанская). В тимпане фронтона находится скульптурная композиция «Поклонение ангелов Деве Марии с Младенцем» скульптор Шарль-Франсуа Лебёф. Фронтон венчают три статуи, символизирующие три главные христианские добродетели: веру, надежду и любовь.
В интерьере церкви выделяется живописное изображение «Коронование Девы Марии» над апсидой работы Франсуа Эдуара Пико. Сюжет картины над хором посвящён легенде о переносе ангелами дома Девы Марии из Назарета в Лорето. Золочёный потолок церкви — прямое подражание потолку базилики Санта-Мария-Маджоре. Четыре капеллы, окружающие неф, посвящены четырём христианским таинствам: крещению, евхаристии, бракосочетанию и елеопомазанию. Около колонн главного нефа — несколько статуй Девы Марии различных мастеров.

## Интересные факты
В XIX веке в квартале вокруг церкви Норт-дам-де-Лорет проживало большое количество гризеток, бедных девушек, обеспечивающих себя ручным трудом. Многие из них отличались весьма лёгким нравом, а кое-кто открыто подрабатывал проституцией. Это привело к появлению в Париже слова «лоретка» (фр. lorette), которое происходит от названия церкви Нотр-Дам-де-Лорет и означало «женщина легкого поведения, кокотка».